# Леска (Делнице)
45°25′ пн. ш. 14°40′ сх. д. / 45.41° пн. ш. 14.66° сх. д.
Леска (хорв. Leska) — населений пункт у Хорватії, у Приморсько-Горанській жупанії у складі міста Делниці.

## Населення
Населення за даними перепису 2011 року становило 3 осіб.
Динаміка чисельності населення поселення:

## Клімат
Середня річна температура становить 7,21 °C, середня максимальна – 20,03 °C, а середня мінімальна – -5,95 °C. Середня річна кількість опадів – 1541 мм.
| Клімат поселення                              | Клімат поселення | Клімат поселення | Клімат поселення | Клімат поселення | Клімат поселення | Клімат поселення | Клімат поселення | Клімат поселення | Клімат поселення | Клімат поселення | Клімат поселення | Клімат поселення | Клімат поселення |
| Показник                                      | Січ.             | Лют.             | Бер.             | Квіт.            | Трав.            | Черв.            | Лип.             | Серп.            | Вер.             | Жовт.            | Лист.            | Груд.            |                  |
| Середній максимум, °C                         | 3,52             | 4,02             | 6,53             | 10,36            | 15,02            | 18,88            | 20,03            | 19,94            | 16,29            | 12,08            | 7,00             | 3,20             |                  |
| Середня температура, °C                       | −1,22            | −0,72            | 1,80             | 5,62             | 10,30            | 14,15            | 16,37            | 16,28            | 12,62            | 8,41             | 3,34             | −0,46            |                  |
| Середній мінімум, °C                          | −5,95            | −5,45            | −2,93            | 0,89             | 5,56             | 9,42             | 12,70            | 12,62            | 8,97             | 4,76             | −0,32            | −4,12            |                  |
| Норма опадів, мм                              | 99               | 98               | 118              | 131              | 115              | 137              | 99               | 118              | 138              | 170              | 181              | 137              |                  |
| Середньомісячна швидкість вітру, м/с          | 3.13             | 3.30             | 3.37             | 3.13             | 2.90             | 2.76             | 2.59             | 2.69             | 2.76             | 3.08             | 3.34             | 3.38             |                  |
| Середньомісячна сонячна радіація, кДж/м²·день | 4271             | 7093             | 10227            | 14535            | 18599            | 19984            | 21556            | 18060            | 13446            | 8786             | 4629             | 3562             |                  |
| --------------------------------------------- | ---------------- | ---------------- | ---------------- | ---------------- | ---------------- | ---------------- | ---------------- | ---------------- | ---------------- | ---------------- | ---------------- | ---------------- | ---------------- |
| Джерело:                                      |                  |                  |                  |                  |                  |                  |                  |                  |                  |                  |                  |                  |                  |